# Kampener Vogelkoje auf Sylt

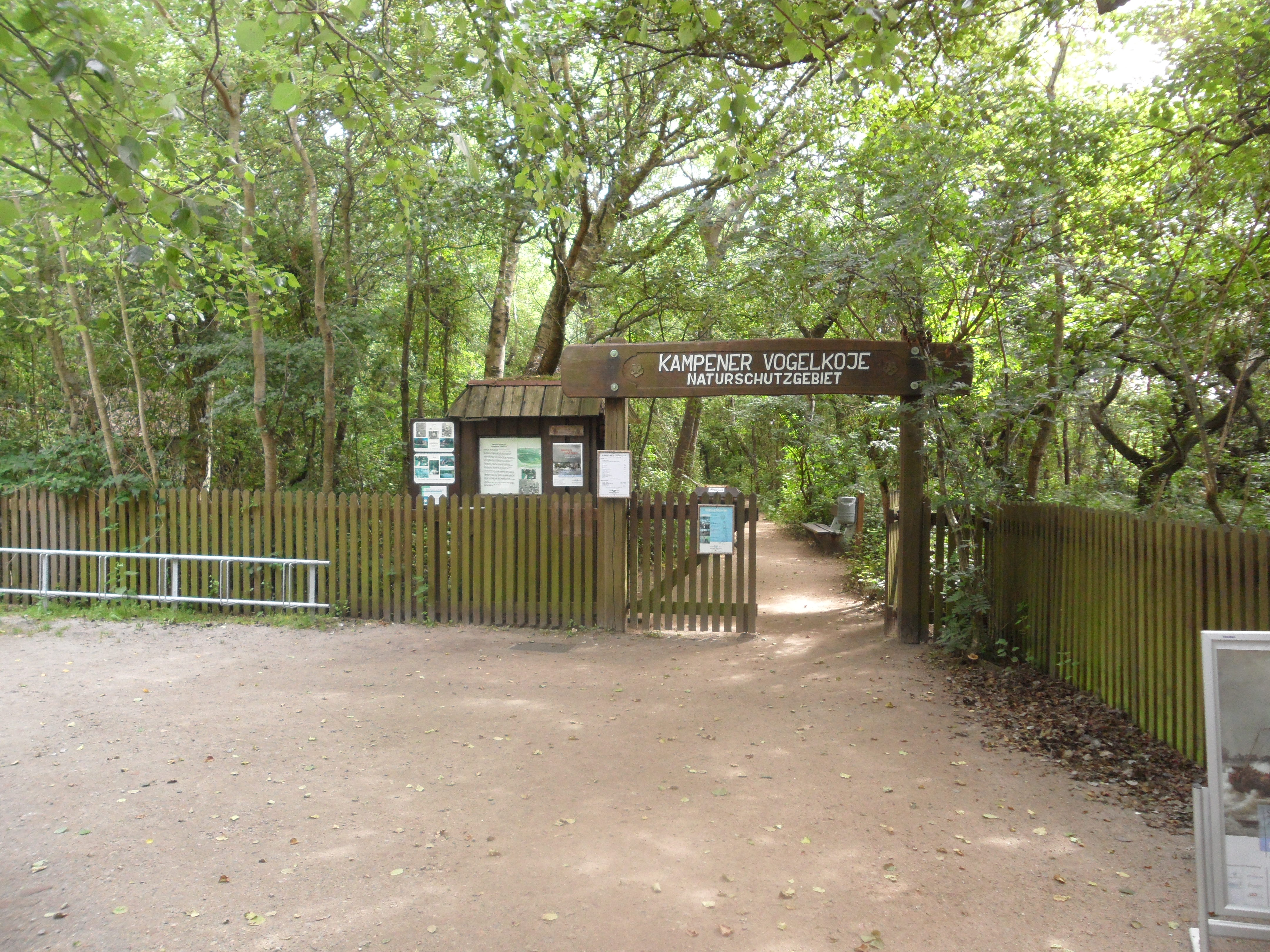
Eingang zur Kampener Vogelkoje

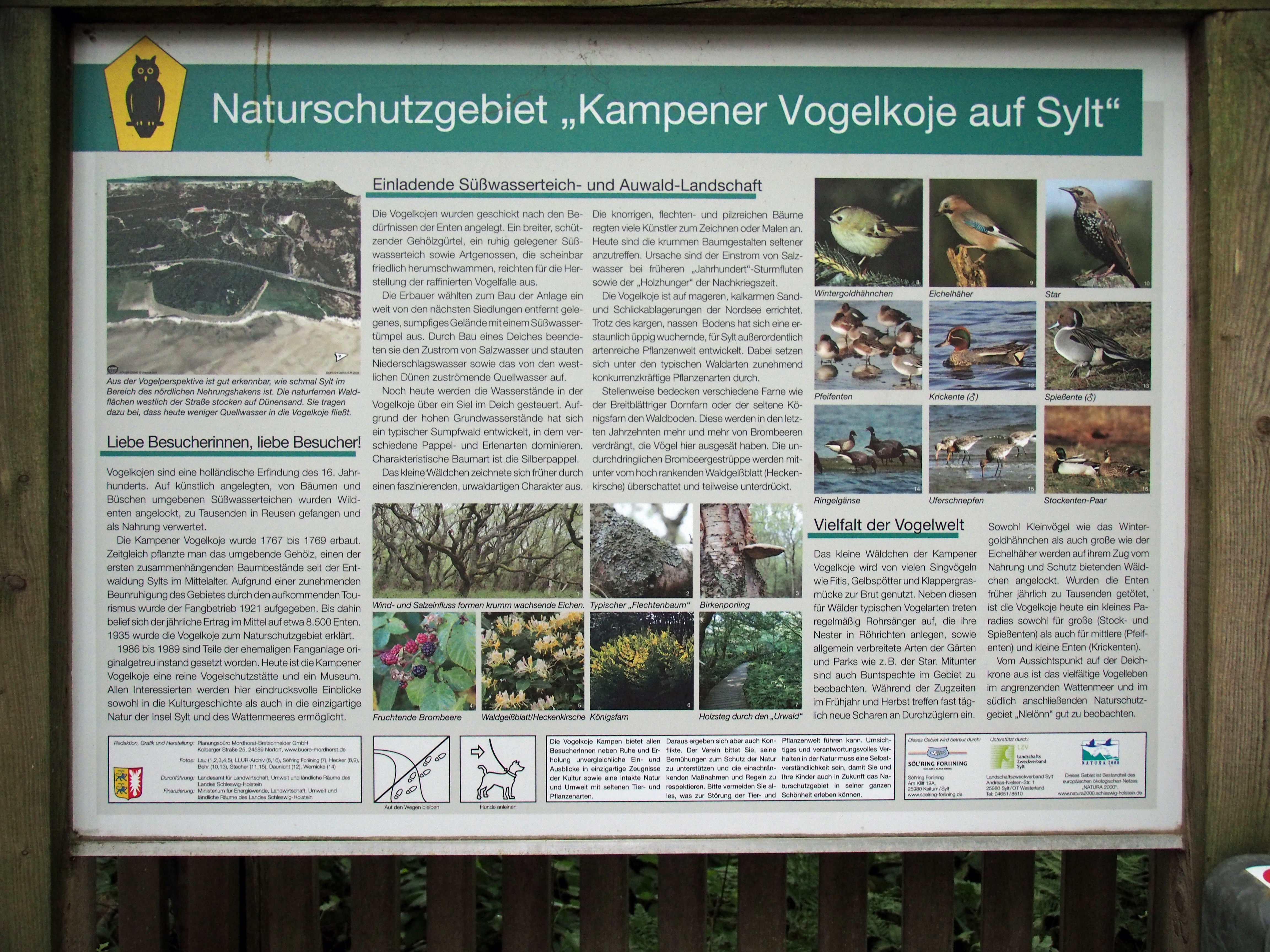
Infotafel

Die Kampener Vogelkoje auf Sylt ist ein Naturschutzgebiet in der schleswig-holsteinischen Gemeinde Kampen (Sylt) im Kreis Nordfriesland. Das rund 10 Hektar große Naturschutzgebiet ist unter der Nummer 9 in das Verzeichnis der Naturschutzgebiete des Ministeriums für Landwirtschaft, Umwelt und ländliche Räume (MLUR) des Landes Schleswig-Holstein eingetragen. Es wurde 1935 ausgewiesen (Datum der Verordnung: 18. März 1935). Zuständige untere Naturschutzbehörde ist der Kreis Nordfriesland.

## Lage
Das Naturschutzgebiet liegt im Norden der Gemeinde Kampen (Sylt) am Ostrand der Insel. Es grenzt im Norden an das Naturschutzgebiet Nord-Sylt, im Osten an das Naturschutzgebiet Wattenmeer nördlich des Hindenburgdammes und im Süden an das Naturschutzgebiet Nielönn/Sylt.

## Bedeutung
Die Kampener historische Anlage für den Entenfang ist die älteste der drei Vogelkojen auf Sylt. Sie wurde 1767 errichtet und bis 1935 bewirtschaftet. Die Fangergebnisse nahmen bereits ab etwa 1880 kontinuierlich ab und die Einrichtungen waren nicht mehr wirtschaftlich. Die Anlage selber ist rund 4,5 Hektar groß. Sie besteht aus einem Süßwasserteich und ist durch einen Deich vom Wattenmeer abgetrennt. Zwei reetgedeckte Kojenhäuschen sowie einer der vier Fangpfeifen wurden 1986–1988 nach historischem Vorbild wieder aufgebaut. Sie beherbergen eine Ausstellung zur Vogelkoje. Durch einen Teil des Naturschutzgebietes verläuft ein Naturlehrpfad.
Das Naturschutzgebiet, das vom Sölring Foriining betreut wird, ist überwiegend bewaldet. Der Südwasserteich entwässert über ein Rohrauslaufbauwerk ins Wattenmeer. Das Rohr ist mit einer Rückschlagklappe versehen.

Das Gelände der Vogelkoje
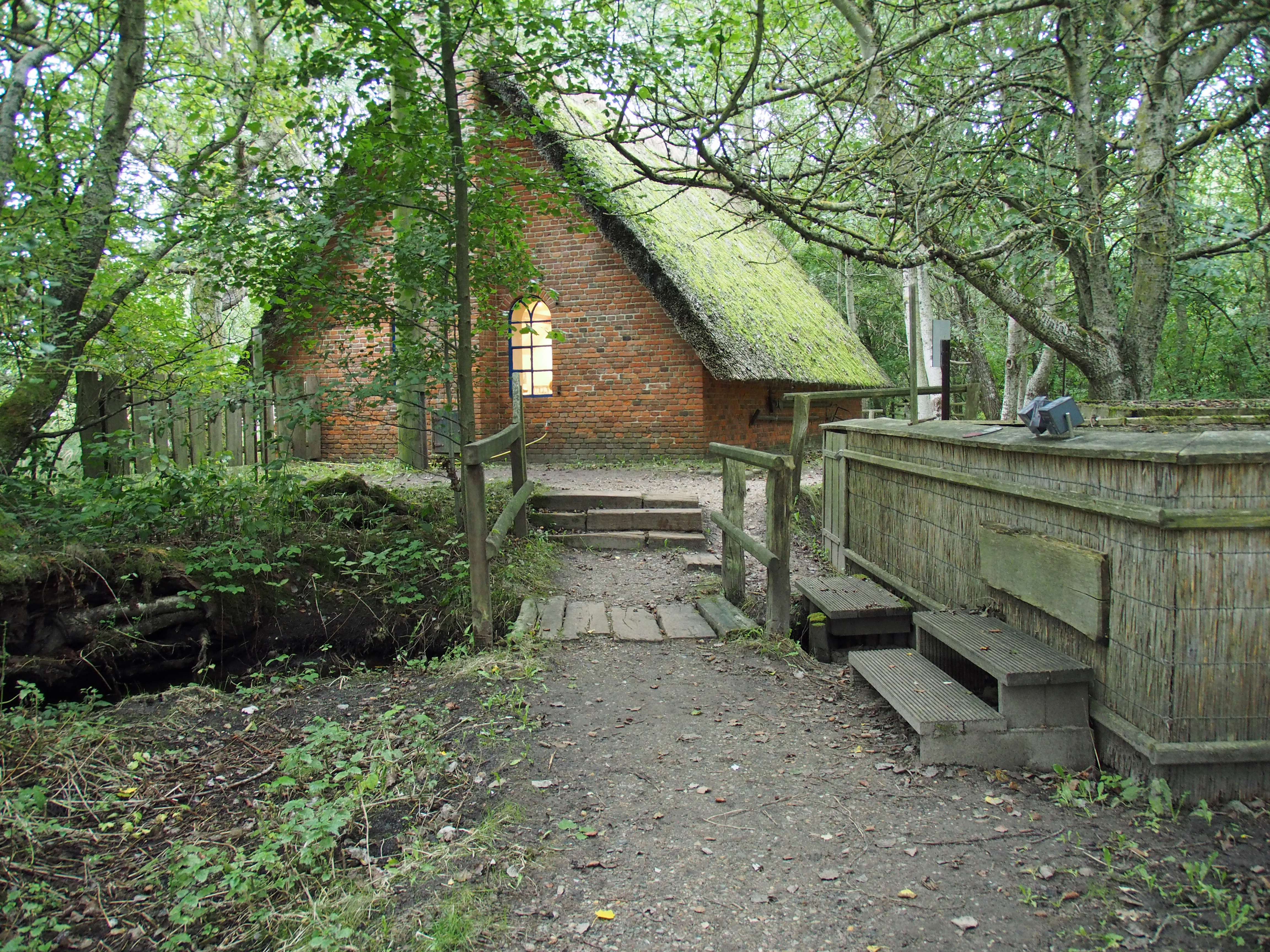
Infohaus
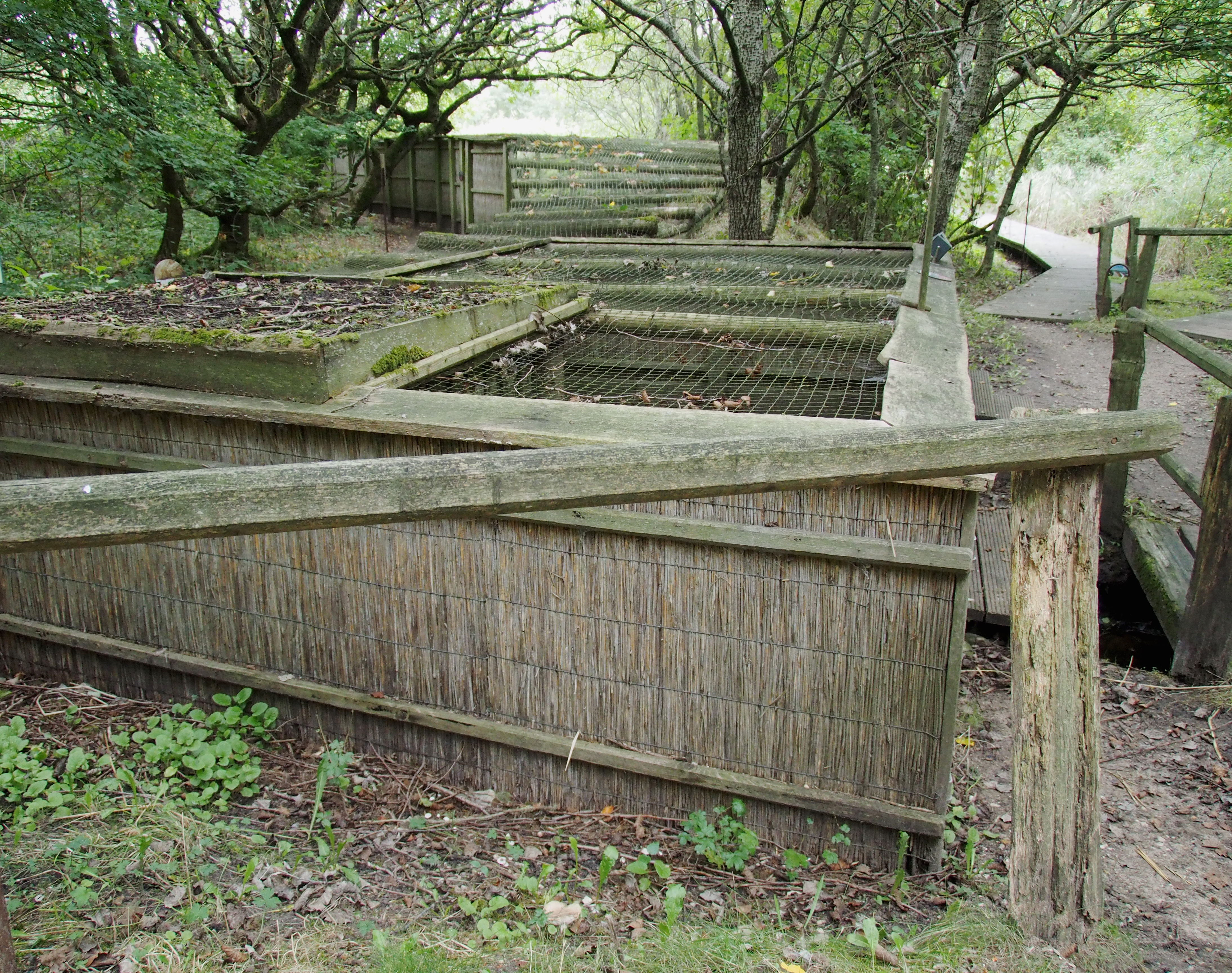
Fangkörbe einer „Pfeife“
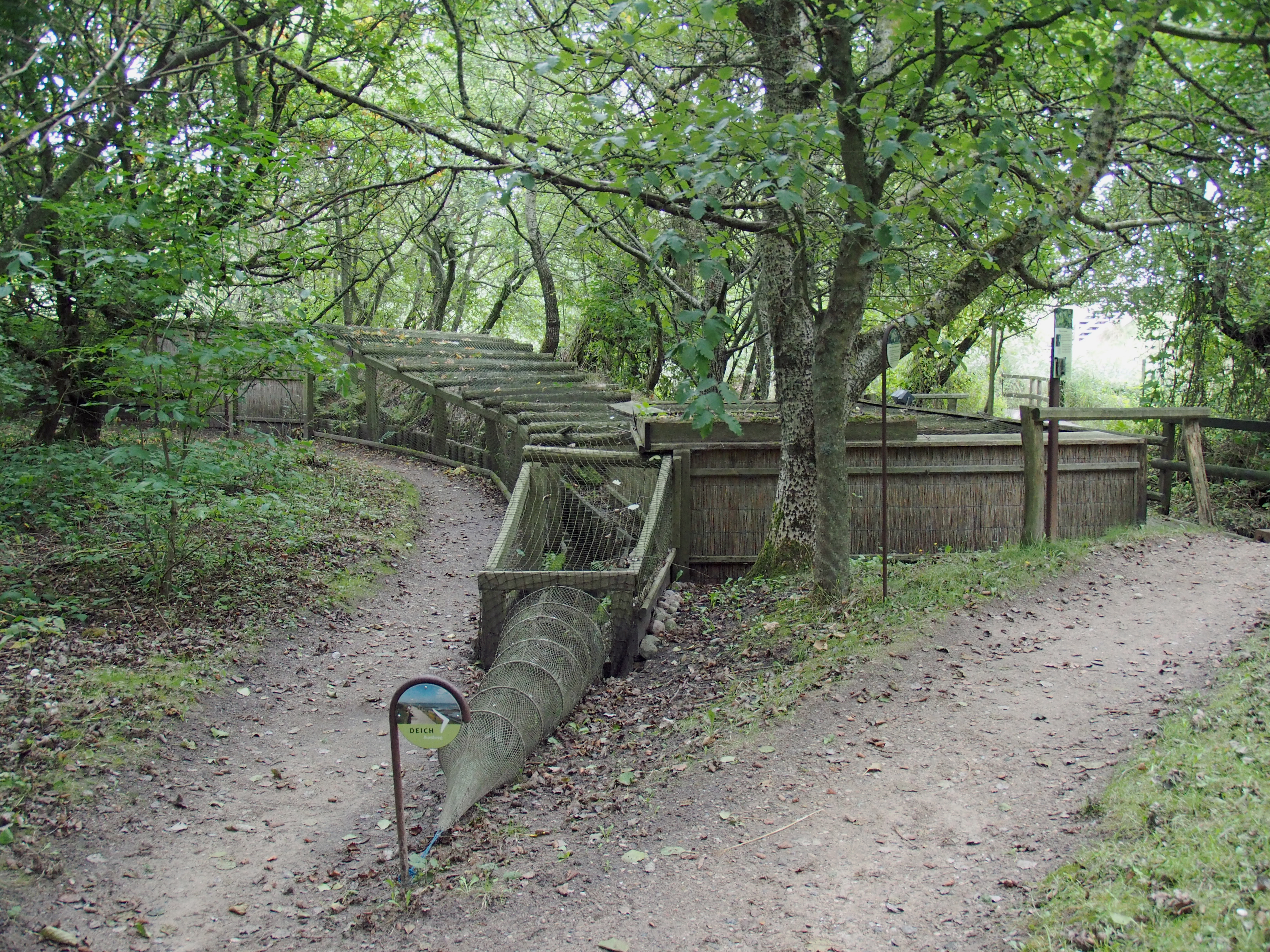
Reuse am Ende einer „Pfeife“
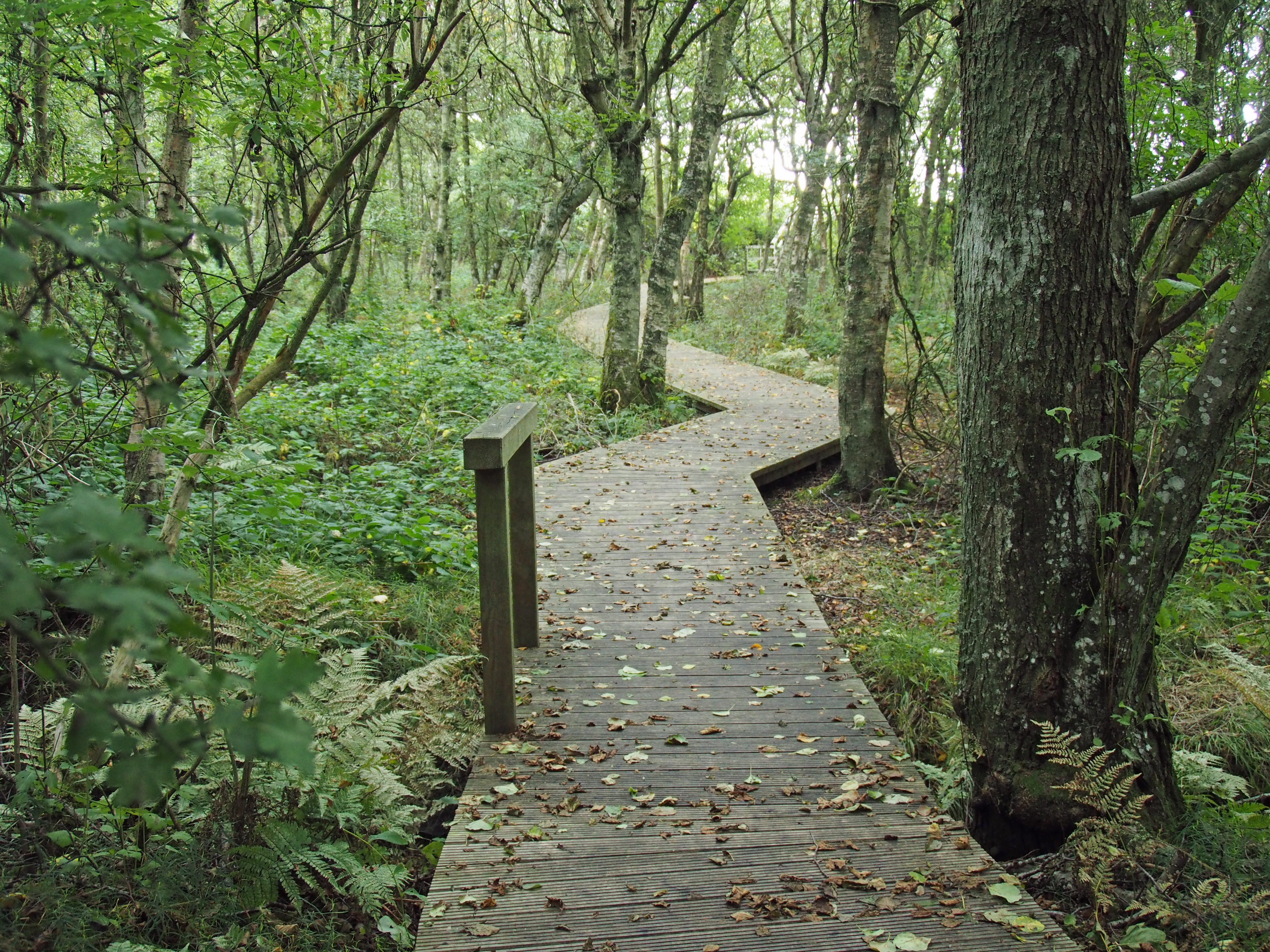
Lehrpfad